# Statue einer schlafenden Mänade (NAMA 261)

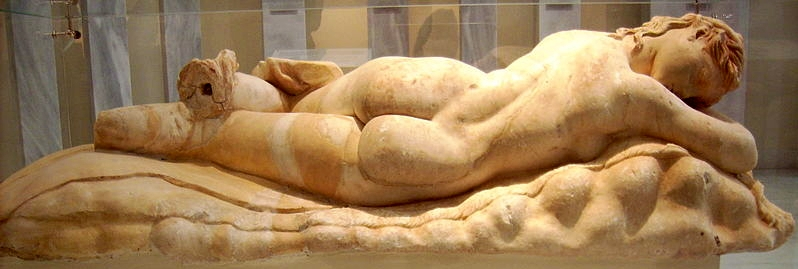
Komplette Rückansicht

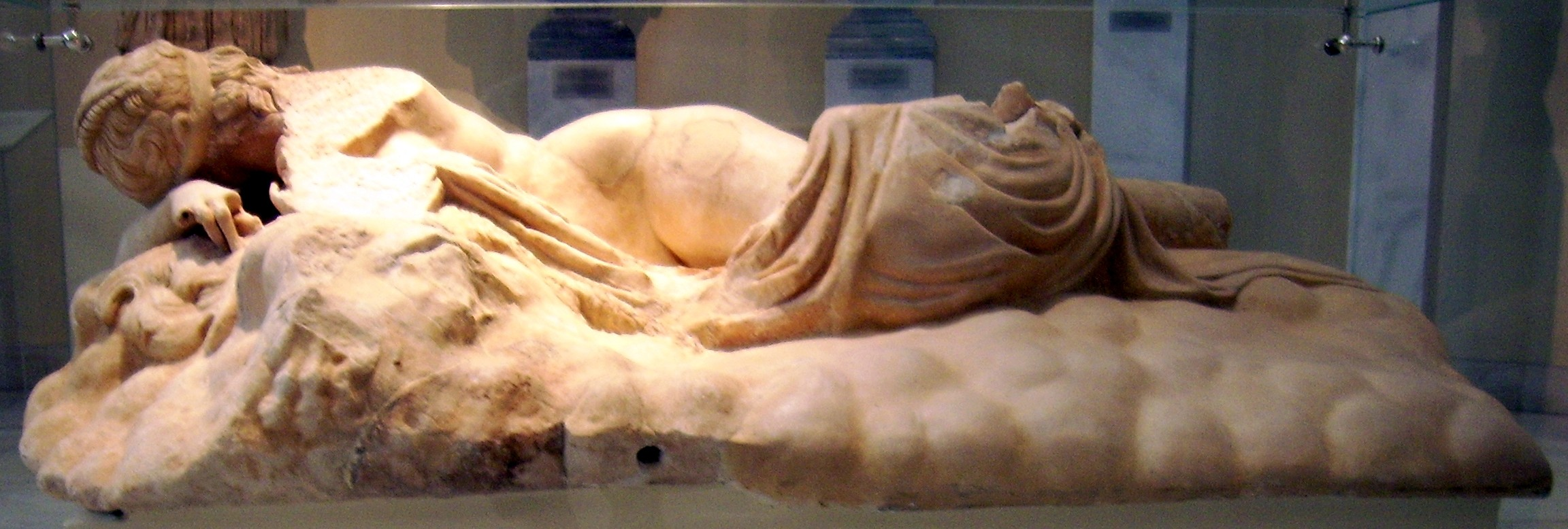
Komplette Vorderansicht

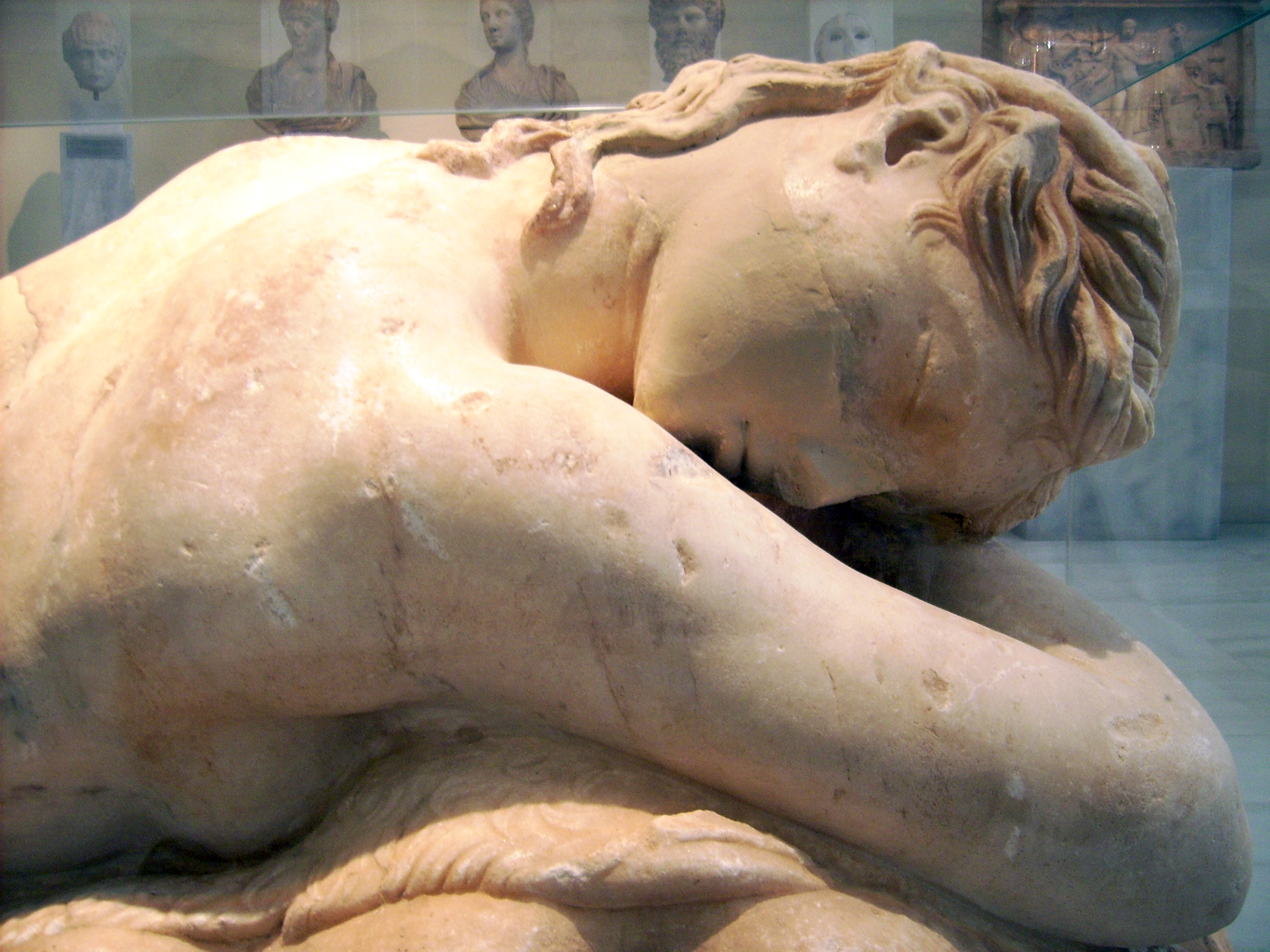
Detailansicht des Kopfes und des Oberkörpers

Die Statue einer schlafenden Mänade mit der Inventarnummer 261 aus dem Archäologischen Nationalmuseum in Athen ist eine griechisch-römische Skulptur aus hadrianischer Zeit.
Die Statue wurde 1880 südlich der Athener Akropolis auf dem Makriyannis-Grundstück gefunden. Sie gehörte vermutlich zur Ausstattung der Villa eines reichen Bewohners der Stadt. Die Statue wurde aus pentelischem Marmor hergestellt. Sie wird in die Regierungszeit des Kaisers Hadrian (117 bis 138) datiert und entspricht in der Ausführung dem klassizierenden Stil, wie er zu dieser Zeit in lokalen attischen Werkstätten praktiziert wurde. Die 1,36 Meter breite Statue befindet sich heute im Raum 32 des Nationalmuseums und ist im Gegensatz zu den meisten Exponaten des Museums in den Skulpturensälen von einer schützenden Vitrine umgeben. Die Inventarnummer ist 261. 
Die etwas unterlebensgroße schlafende nackte Mänade, die nur etwa ab Kniehöhe partiell mit einem Himation bedeckt ist, wird liegend auf einem Pantherfell gezeigt, welches wiederum auf einem felsigen, unregelmäßigen Untergrund liegt. Ihr Kopf liegt auf dem angewinkelten rechten Arm. Das lange Haar ist mit einem Band zusammengefasst und fällt in den Nacken. Die Statue entspricht in der Haltung und Ausführung einer Form, die als „Gestürzter Hermaphrodit“ bezeichnet wird und häufig mit einer aus der antiken Überlieferung bekannten Statue des Bildhauers Polykles identifiziert wird. Sie weist einige Fehlstellen auf, so fehlen Teile der Unterschenkel sowie die Füße. Des Weiteren sind nicht mehr alle Finger der rechten Hand vorhanden und Teile des Felsens sind verloren. Der linke Arm fehlt komplett. Auch Teile einer faltenreichen Decke sind nicht mehr vorhanden. Andere Teile, etwa größere Fehlstellen in der Haut, sind modern in Gips ergänzt worden.